# Rządowy Proces Legislacyjny
Rządowy Proces Legislacyjny – elektroniczny system, którego zadaniem jest zebranie wszystkich informacji o rządowym procesie legislacyjnym dotyczącym:
- projektów założeń projektów ustaw,
- projektów ustaw,
- projektów rozporządzeń Rady Ministrów,
- projektów rozporządzeń Prezesa Rady Ministrów,
- projektów rozporządzeń ministrów

i ich publiczne udostępnienie w sieci Internet.
System przewiduje utworzenie jednego miejsca (strony WWW), do którego dostęp będą miały wszystkie uprawnione organy, jednostki oraz właściwe komórki organizacyjne uczestniczące w rządowym procesie legislacyjnym.  
Dokumenty zamieszczane są w postaci plików PDF/A zgodnych ze  standardami ISO 19005 i są widoczne w poszczególnych folderach w porządku chronologicznym (od dokumentu ostatnio dodanego) wraz z datą ich dodania. Podmiot obowiązany zamieszcza każdy dokument w systemie jako odrębny plik. 
System jest ogólnodostępny dla wszystkich podmiotów zainteresowanych pracami legislacyjnymi nad konkretnym projektem dokumentu rządowego. 